# Полк (округ, Висконсин)
Округ Полк (англ. Polk County) располагается в штате Висконсин, США. Официально образован в 1848 году, назван в честь 11-го президента США Джеймса Полка. По состоянию на 2010 год, численность населения составляла 44 205 человека.

## География
По данным Бюро переписи США, общая площадь округа равняется 2476,042 км2, из которых 2367,262 км2 суша и 108,780 км2 или 4,400 % это водоемы.

## Население
По данным переписи населения 2000 года в округе проживает 41 319 жителей в составе 16 254 домашних хозяйств и 11 329 семей. Плотность населения составляет 17,00 человек на км2. На территории округа насчитывается 21 129 жилых строений, при плотности застройки около 9-ти строений на км2. Расовый состав населения: белые — 97,64 %, афроамериканцы — 0,15 %, коренные американцы (индейцы) — 1,06 %, азиаты — 0,26 %, гавайцы — 0,02 %, представители других рас — 0,20 %, представители двух или более рас — 0,67 %. Испаноязычные составляли 0,80 % населения независимо от расы.
В составе 32,10 % из общего числа домашних хозяйств проживают дети в возрасте до 18 лет, 58,20 % домашних хозяйств представляют собой супружеские пары проживающие вместе, 7,40 % домашних хозяйств представляют собой одиноких женщин без супруга, 30,30 % домашних хозяйств не имеют отношения к семьям, 25,20 % домашних хозяйств состоят из одного человека, 10,60 % домашних хозяйств состоят из престарелых (65 лет и старше), проживающих в одиночестве. Средний размер домашнего хозяйства составляет 2,51 человека, и средний размер семьи 3,01 человека.
Возрастной состав округа: 26,20 % моложе 18 лет, 6,70 % от 18 до 24, 27,70 % от 25 до 44, 24,30 % от 45 до 64 и 24,30 % от 65 и старше. Средний возраст жителя округа 39 лет. На каждые 100 женщин приходится 99,90 мужчин. На каждые 100 женщин старше 18 лет приходится 98,50 мужчин.